# Martyr (zespół muzyczny)
Martyr – kanadyjski zespół death metalowy z Trois-Rivières.
Zespół pochodzi z Quebecu, francuskojęzycznej prowincji Kanady. Powstał w 1994, jego założycielami byli bracia Daniel i François Mongrainowie. W następnym roku zrealizowali płytę demo, pierwszy - z trzech - album studyjny Hopeless Hopes ukazał się w 1997.
Muzyka Martyr jest mieszanką technicznego death metalu z progresywnymi nurtami tego gatunku. Ich płyty wydaje obecnie kanadyjska Galy Records.

## Obecny skład zespołu
- Daniel Mongrain - gitara elektryczna, wokale (od 1994)
- Martin Carbonneau - gitara elektryczna (od 2002)
- François Mongrain - bas, wokale (od 1994)
- Patrice Hamelin - perkusja (od 1997)

## Dyskografia
- Ostrogoth (1995, demo)
- Hopeless Hopes (1997)
- Warp Zone (2000)
- Extracting the Core (2001, płyta koncertowa)
- Feeding the Abscess (2006)
- Havoc in Quebec City (2008, dvd)